# Philippe Benoit
Pour les articles homonymes, voir Benoit et Philippe Benoît (écrivain).
Philippe Benoit, né le 19 septembre 1964, est un cavalier français d'endurance et un vétérinaire.

## Carrière
Aux Jeux équestres mondiaux de 2006 en Aix-la-Chapelle, il remporte la médaille d'or en endurance par équipes, avec Virginie Atger et Pascale Dietsch.
Diplômé de l'École nationale vétérinaire d'Alfort en 1989 et enseignant en nutrition des chevaux, il fonde la Clinique Équine des Bréviaires en 1993. Il est le vétérinaire de l'équipe de France d'équitation de 1992 à 2000, et de l'équipe d'Arabie saoudite aux Jeux olympiques d'été de 2012.